# 春原五百枝
春原 五百枝（はるはら の いおえ）は、平安時代初期の公卿。当初五百枝王を名乗るが、春原朝臣姓を賜与され臣籍降下。志貴皇子の玄孫。摂津大夫・市原王の子。官位は正三位・参議。

## 経歴
母が光仁天皇の皇女・能登内親王であったことから、桓武朝初頭の天応元年（781年）に皇孫（二世王）としての蔭位を受け、同母姉妹の五百井女王と共に无位から従四位下に直叙され、侍従に任官する。翌天応2年（782年）右兵衛督に任ぜられ、延暦3年（784年）には従四位上に昇叙された。しかし、延暦4年（785年）に藤原種継暗殺事件に巻き込まれて伊予国への流罪に処されている。
延暦21年（802年）伊予国の国府周辺に居住することを許され、延暦24年（805年）20年ぶりに赦免され帰京した。延暦25年（806年）3月の桓武天皇の崩御の直前、天皇の病床に召されて本位（従四位上）に復され、天皇の大葬では御装束司を務めるとともに誄も述べている。同年4月には二世王に復すが、まもなく臣籍降下を上表して許され、春原朝臣姓を賜与された。平城朝では武蔵守を務めた。
嵯峨朝に入り、大同5年（810年）薬子の変終結後に讃岐守に任ぜられると、翌弘仁2年（811年）正四位下・宮内卿に叙任され、弘仁3年（812年）には従三位へと叙せられ公卿に列した。のち、弘仁5年（814年）右兵衛督、弘仁8年（817年）右衛門督と武官を歴任し、弘仁10年（819年）参議に昇進した。弘仁11年（820年）治部卿を兼ねた。
淳和朝では議政官として刑部卿・右京大夫・民部卿・中務卿を兼任し、天長5年（828年）正三位に至った。天長6年12月（830年1月）19日薨去。享年71。最終官位は参議中務卿正三位兼美濃守。

## 藤原種継暗殺事件での連座・赦免に関する議論
延暦4年（785年）五百枝王は藤原種継暗殺事件に巻き込まれて流罪に処されたが、この背景について以下の議論がある。
- 市原王・五百枝王父子が和歌を通じて事件の首謀者とされた大伴家持と親交が深かったこと、同じく首謀者とされた皇太弟早良親王が五百枝王の母・能登内親王の末弟であることから同様に親交が疑われた可能性があること、加えて、光仁天皇の外孫である五百枝王の存在自体が桓武天皇並びに安殿親王（後の平城天皇）の皇位継承に対する潜在的な競争相手とみられた（木本好信）[2][3]。
- 上記の皇位継承の問題に関しては、桓武天皇の即位・早良親王の立太子の時点で、高野新笠が生んだ皇子の子孫による皇位継承が確定したとする批判がある（西本昌弘）[4]。これに対して、桓武天皇の即位後も生母である高野新笠の出自の低さから、同じ身分の低い母を持つ異母弟の諸勝王（後の広根諸勝）や既に臣籍降下した氷上川継さえも皇位継承の競合相手であったとする見解[5]に基づく反論がある（木本好信）[6]。

事件関係者の赦免時期について、大伴家持らが桓武天皇の崩御後だったの対して、五百枝王のみ崩御前だったが、これは天皇が直接王に対面してこれまでの経緯を謝罪をするためとの推測がある（木本好信）。

## 『万葉集』成立への関与に関する研究
- 『万葉集』は現在の通説では大伴家持が編纂して生存中にほぼ完成していたと推測されているが、家持が陸奥国で客死した上に直後に藤原種継暗殺事件で処罰されたために完成させることが許されず、家持赦免後の大同年間になって完成されたとする説が浮上している（この見解は『古今和歌集』真名序の「昔平城天子、詔侍臣令撰万葉集」の記述に対応する）[8][9]。その際に死んだ家持に代わって完成・献上した最終的な"編者"がいたと推測され、その候補として五百枝の名前を上げる研究者がいる[10][11][12]。ただし、これらの見解は現時点では状況証拠[注釈 2]による推測の域を越えず、この問題はそのような"編者"が実在していたのかどうかも含めて今後の研究課題となる。

## 官歴
注記のないものは『六国史』による。
- 天応元年（781年） 8月27日：従四位下（直叙）。10月4日：侍従
- 天応2年（782年） 閏正月17日：兼美作守。6月20日：兼越前守。6月21日：右兵衛督
- 延暦3年（784年） 11月28日：従四位上
- 延暦4年（785年） 9月24日：流罪（伊予国）
- 延暦21年（802年） 6月22日：聴居府下
- 延暦24年（805年） 3月20日：免罪入京
- 延暦25年（806年） 3月16日：複本位（従四位上）。3月18日：御装束司（桓武天皇葬儀）。4月4日：復二世王。4月16日：臣籍降下（春原朝臣）
- 大同2年（807年） 8月20日：武蔵守[15]
- 大同5年（810年） 9月18日：讃岐守
- 弘仁2年（811年） 5月14日：宮内卿。6月1日：正四位下
- 弘仁3年（812年） 正月27日：従三位
- 弘仁5年（814年） 正月22日：兼上野守[15]。8月28日：兼右兵衛督、上野守如元
- 弘仁6年（815年） 正月14日：兼下野守
- 弘仁7年（816年） 正月10日：兼相模守[15]
- 弘仁8年（817年） 4月：右衛門督[15]
- 弘仁10年（819年） 3月1日：参議[15]
- 弘仁11年（820年） 正月27日：兼治部卿[15]
- 弘仁14年（823年） 9月27日：兼刑部卿[15]。12月16日：左京大夫[15]
- 天長2年（825年） 7月：兼民部卿[15]
- 天長3年（826年） 正月21日：兼美濃守[15]。5月：兼民部卿[15]。9月13日：兼中務卿[15]
- 天長5年（828年） 正月7日：正三位
- 天長6年（829年） 12月19日：薨去（参議中務卿正三位兼美濃守）[16]

## 系譜
- 父：市原王
- 母：能登内親王（光仁天皇の娘）
- 生母不明の子女
  - 男子：春原百枝[17] - 子孫は上御霊社社家
  - 男子：春原之興[18] - 子孫は藤森社祠官家